# Élection présidentielle chilienne de 1946
L’élection présidentielle chilienne de 1946 a eu lieu le 4 septembre 1946. L'élection fut remportée par le radical Gabriel González Videla.

## Résultats

### Vote populaire
| Candidat                  | Parti/Coalition                           | Votes   | %      |
| Gabriel González Videla   | Parti radical / Parti communiste du Chili | 192,207 | 40.23  |
| ------------------------- | ----------------------------------------- | ------- | ------ |
| Eduardo Cruz-Coke Lassabe | Parti conservateur                        | 142,441 | 29.81  |
| Fernando Alessandri       | Parti libéral                             | 131,023 | 27.42  |
| Bernardo Ibañez           | Parti socialiste du Chili                 | 12,144  | 2.54   |
| Blancs/nuls               |                                           | 1,525   |        |
| Total des votes valables  |                                           | 477,785 | 100.00 |

### Élection par le Congrès
Aucun candidat n'ayant obtenu plus de 50 % des voix, c'est le Congrès qui dut départager les deux premiers candidats.
| Candidat                  | Parti/Coalition    | Votes | %      |
| Gabriel González Videla   | Parti radical      | 138   | 75     |
| ------------------------- | ------------------ | ----- | ------ |
| Eduardo Cruz-Coke Lassabe | Parti conservateur | 46    | 25     |
| Total des votes valables  |                    | 184   | 100.00 |